# Dan Haren
Daniel John Haren (Monterey Park, 17 settembre 1980) è un ex giocatore di baseball statunitense.

## College
Dopo le superiori alla Bishop Amat Memorial High di La Puente (California), ha frequentato la Pepperdine University di Malibù nel 1998.
Fu scelto al 2º round (72ª scelta assoluta) dai St. Louis Cardinals nel draft 2001 della Major League Baseball.

## Carriera

### Minor league
Nel 2002 ha giocato nelle Minor League in Singolo A nell'organizzazione dei Cardinals, prima nei Peoria Chiers poi nei Potomac Cannons giocando in tutto 28 partite con una media PGL (ERA) di 2,74.
Nella stagione successiva ha giocato in Doppio AA con il team di Tennessee e poi in Triplo AAA con il team di Memphis.

### Major League

#### St.Louis Cardinals
Il 30 giugno 2003 Haren debuttò nella MLB, al Busch Memorial Stadium di St. Louis contro i San Francisco Giants. Terminò la stagione con 14 presenze in MLB (tutte da partente) e 16 nella minor league, 8 nella Doppia-A e 8 nella Tripla-A.
Anche nel Major League Baseball 2004 apparve nella MLB, con 14 partite durante la stagione regolare e 5 nel post-stagione, di cui due durante le World Series del 2004.

#### Oakland Athletics
Con la squadra di Oakland giocò tre stagioni con una convocazione all'All-Star Game nel 2007.
In tre anni divenne uno dei migliori lanciatori della American League (AL), tra i primi 10 nella classifica degli strikout: 163 (6°) nel 2005, 176 (6°) nel 2006, 192 (8°) nel 2007. Nel 2006 e nel 2007 è stato anche leader della American League nelle partite iniziate (entrambe con 34).
Il 14 dicembre 2007 è stato ceduto agli Arizona Diamondbacks in uno scambio che ha coinvolto vari giocatori.

#### Arizona Diamondbacks
Al primo anno, nel 2008, è stato convocato per la seconda volta all'All-Star Game e ha chiuso la stagione regolare con 223 strikeout, 2° nella National League (NL).
Nel 2009 è stato convocato per la terza volta all'All-Star Game. È stato il leader della lega in WHIP (1.00).
Gli strikeout nel 2009 furono 223 (3° nella NL) mentre nel 2010 furono 216.

#### Los Angeles Angels of Anaheim
A metà stagione 2010 arrivò nella sua attuale squadra dei Los Angeles Angels of Anaheim.
Con la squadra della California ha chiuso la stagione 2011 con 192 strikeout (10° nella AL), una media PGL6 di 3.17 (11° in AL) e con il primo posto in partite iniziate (34).

## Statistiche

### Premi
- 3 convocazioni per l'All-Star Game (2007, 2008, 2009)
- 2 volte Giocatore del mese (AL: maggio 2007, NL: giugno 2008)
- 1 volta Giocatore della settimana (AL: 17 aprile 2011)